# Adalbéron de Wurtzbourg
 (avril 2023).
Si vous disposez d'ouvrages ou d'articles de référence ou si vous connaissez des sites web de qualité traitant du thème abordé ici, merci de compléter l'article en donnant les références utiles à sa vérifiabilité et en les liant à la section « Notes et références ».
Pour les articles homonymes, voir Adalbéron.

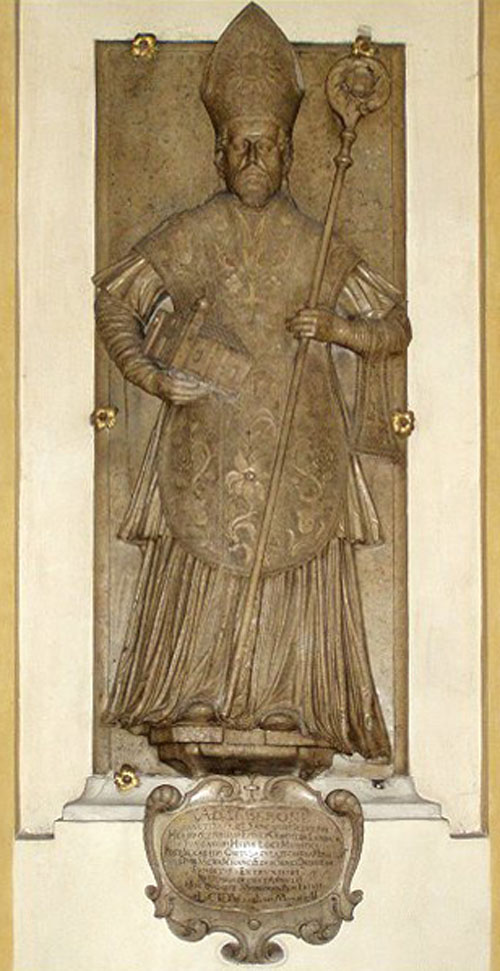
Pierre tombale de saint Adalbéron à l'abbaye de Lambach

Saint Adalbéron, né vers 1010 et mort le 6 octobre 1090 à Lambach, est un saint du Moyen Âge allemand qui fut évêque de Wurtzbourg à partir de 1045. Avec lui s'éteint la lignée des Lambach-Wels. Il a pris le parti du pape pendant la Querelle des investitures.

## Biographie

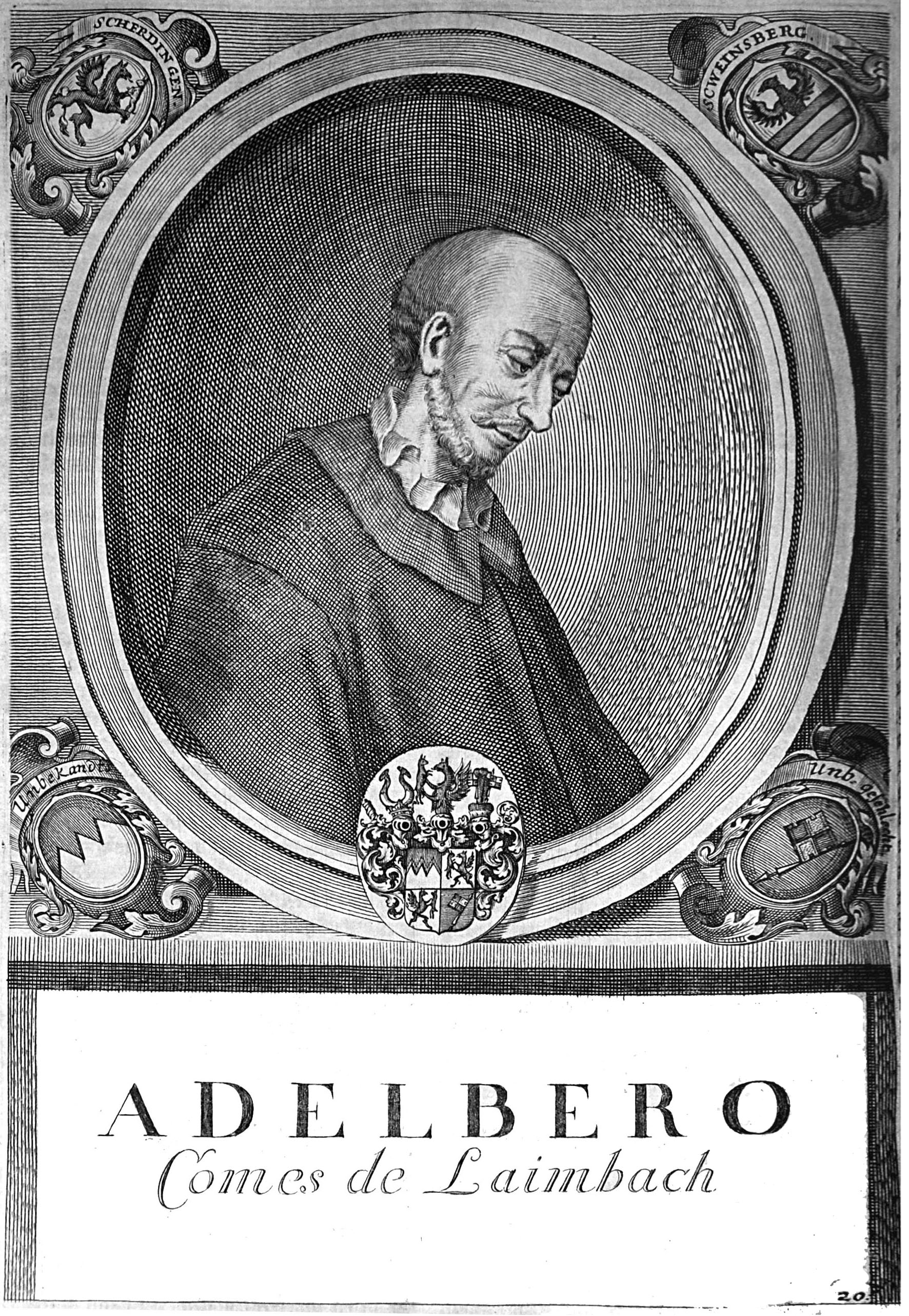
Saint Adalbéron de Wurtzbourg, gravure du XVIIIe siècle

Adalbéron est le fils du comte Arnold II de Lambach-Wels (de la lignée des comtes de Formbach) et de son épouse Réginlinde, de noblesse franque. Il naît à Lambach au bord de la Traun et fait ses études à  l'école-cathédrale de Wurtzbourg, puis il entre au service d'Henri III. Celui-ci le nomme successeur de saint Brunon au siège épiscopal de Wurtzbourg, en 1045.
Devenu évêque, il poursuit la construction de la cathédrale de Wurtzbourg et prend l'initiative de la construction de la collégiale de Neumünster (1058-1063). Il prend part également aux courants réformateurs qui traversent les ordres religieux de cette époque. Ainsi il maintient des liens étroits avec la réforme de Cluny et appuie les abbayes de Gorze et de Hirsau dans leur régénérescence. Il appelle Egbert (Eggebertus), moine de Gorze, à renouveler avec efficacité l'abbaye de Münsterschwarzach. Celui-ci devient abbé de Neustadt, jusqu'au 25 novembre 1077. L'influence de la réforme bénédictine de Münsterschwarzach s'étend jusqu'à Harsefeld au nord et jusqu'à Lambach et Melk au sud. Saint Adalbéron fonde aussi une abbaye dans sa terre natale de Lambach, selon ces nouvelles conceptions. Il fait bâtir en 1057 à Wurtzbourg la collégiale Saint-Pierre-et-Saint-Paul qui est desservie par les bénédictins de Münsterschwarzach.
Après la mort d'Henri III, saint Adalbéron approfondit son engagement dans les affaires de l'empire et de la Cour. Ses conseils et ses solutions de compromis sont écoutés aux synodes et à la Cour. C'est lui qui reçoit en 1066 le consentement de mariage d'Henri IV et de Berthe à Wurtzbourg. Il prend part également avec d'autres princes à la paix de Spire en 1075.
Sa vie bascule avec la Querelle des investitures. Il prend le parti de Grégoire VII avec toutes les conséquences que cela implique et s'oppose au puissant Henri IV. Le pape s'était élevé contre la pratique de la nomination des évêques par les seigneurs, mais le synode de Worms s'était rangé du côté de l'empereur, refusant ainsi la conception de la catholicité (c'est-à-dire l'universalité) de l'Église. Adalbéron réagit en bannissant l'empereur de son Église, ce qui constitue un immense scandale dans la féodalité de l'époque. L'empereur plus tard fait pénitence au chemin de Canossa (1077), épisode bien connu de l'histoire du Moyen Âge. La réconciliation a lieu au château de Canossa.
Mais Adalbéron ne s'en tient pas là. Avec d'autres princes, il appelle comme nouveau roi le duc Rodolphe de Rheinfelden, alors que les bourgeois de Wurtzbourg sont restés fidèles à Henri IV. Ils refusent donc à Adalbéron son retour à Wurtzbourg. Henri IV nomme un anti-évêque en la personne de Ménard de Rothenburg, puis d'Émerard. Têtu, le vieux saint Adalbéron refuse toute médiation. Il est même destitué par le synode de Mayence en 1085 et prend le chemin de l'exil. Il retourne quelque temps à Wurtzbourg en 1086 grâce à Rodolphe, mais il est à nouveau chassé.
Il termine ses jours à l'abbaye de Lambach qu'il avait fondée et il est enterré dans l'abbatiale, consacrée à son ami de jeunesse saint Altmannus de Passau.
Saint Adalbéron fut le cofondateur de l'abbaye de Zwiefalten en Souabe.

## Culte
Il est tout de suite vénéré dans sa patrie de Haute-Autriche. Son culte est reconnu au XVIIe siècle à Schwarzach, mais ce n'est qu'en 1883 qu'il est officiellement proclamé saint par Léon XIII, à une époque où se terminait la première phase du Kulturkampf de Bismarck.
La collégiale de Neumünster à Wurtzbourg conserve une relique d'Adalbéron.